# Atypoides
Genre
Atypoides est un genre d'araignées mygalomorphes de la famille des Antrodiaetidae.

## Distribution
Les espèces de ce genre sont endémiques des États-Unis.

## Liste des espèces
Selon World Spider Catalog (version 20.0, 17/05/2019) :
- Atypoides gertschi Coyle, 1968
- Atypoides hadros Coyle, 1968
- Atypoides riversi O. Pickard-Cambridge, 1883

## Publication originale
- O. Pickard-Cambridge, 1883 : On some new genera and species of spiders. Proceedings of the Zoological Society of London, vol. 1883, p. 352-365 (texte intégral).